# Fröhnd
Fröhnd es un municipio de unos 500 habitantes en el distrito de Lörrach en Baden-Wurtemberg, Alemania. Está ubicado en la Selva Negra Meridional aproximadamente 20 km al este de Lörrach en el valle superior del Wiese. Fröhnd es miembro de una asociación administrativa (mancomunidad) con sede en Schönau en la Selva Negra.

## Enlaces
- Wikimedia Commons alberga una categoría multimedia sobre Fröhnd.
- Sitio web de Fröhnd
- Página de Fröhnd en el sitio web de la asociación administrativa